# Igor Luther
Igor Luther (5. srpna 1942, Banská Bystrica – 7. června 2020, Rijeka, Chorvatsko) byl slovenský filmový kameraman. Je řazen mezi tvůrce tzv. nové vlny československé kinematografie 60. let 20. století. Je starší bratr režiséra Miloslava Luthera.

## Život
Po maturitě působil rok v Čs. televizi Bratislava jako švenkr a poté studoval FAMU v Praze, kterou dokončil v roce 1966. Na škole se seznámil mimo jiné se scenáristou Luborem Dohnalem a režiséry Elo Havettou a Jurajem Jakubiskem, se kterými začal točit.
Jeho celovečerním debutem byl v roce 1967 film Juraje Jakubiska Kristove roky. Poté se podílel na dvou slovensko-francouzských koprodukčních filmech s Alainem Robbe-Grilletem. Po okupaci ČSSR vojsky Varšavské smlouvy v srpnu 1968 emigroval do Paříže, ale později přesídlil do německého Hamburku a poté do Mnichova a spolupracoval s řadou významných režisérů jako Helmut Förnbacher, Michael Verhoeven, Ulrich Schamoni, Andrzej Wajda, Volker Schlöndorff, Michael Haneke, Bernhard Wicki atd.

## Filmografie (výběr)
- 1967 – Kristove roky, režie Juraj Jakubisko
- 1968 – Muž, který lže (Muž, ktorý luže), režie Alain Robbe-Grillet
- 1969 – Vtáčkovia, siroty a blázni, režie Juraj Jakubisko
- 1976 – Rána z milosti (Der Fangschuss), režie Volker Schlöndorff
- 1979 – Plechový bubínek (Die Blechtrommel), režie Volker Schlöndorff
- 1983 – Danton, režie Andrzej Wajda
- 1983 – Láska v Nemecku (Liebe in Deutschland), režie Andrzej Wajda
- 1998 – Postel, režie Oskar Reif